# تاريخ إسكندنافيا
يشير تاريخ إسكندنافيا إلى تاريخ منطقة إسكندنافيا الجغرافية وشعوبها. تمثل تلك المنطقة أوروبا الشمالية، وتشمل الدنمارك والنرويج والسويد. تُعد فنلندا وآيسلندا في بعض الأحيان جزءًا من إسكندنافيا، لا سيما في أوساط المتحدثين باللغة الإنجليزية.

## عصر ما قبل التاريخ
لم يتبقَ في الدول الإسكندنافية إلا أدلة قليلة عن العصر الحجري أو العصر البرونزي أو العصر الحديدي باستثناء أعداد محدودة من الأدوات المصنوعة من الحجارة والبرونز والحديد وبعض المجوهرات والحلي والحجارة وركام الحجارة. إضافة إلى ذلك، تعد المجموعة الواحدة المهمة الموجودة عبارة عن مجموعة واسعة النطاق والغنية برسومات الحجارة المعروفة بـنقوش ما قبل التاريخ.

## عصر الفايكنج

### عصر الاستيطان

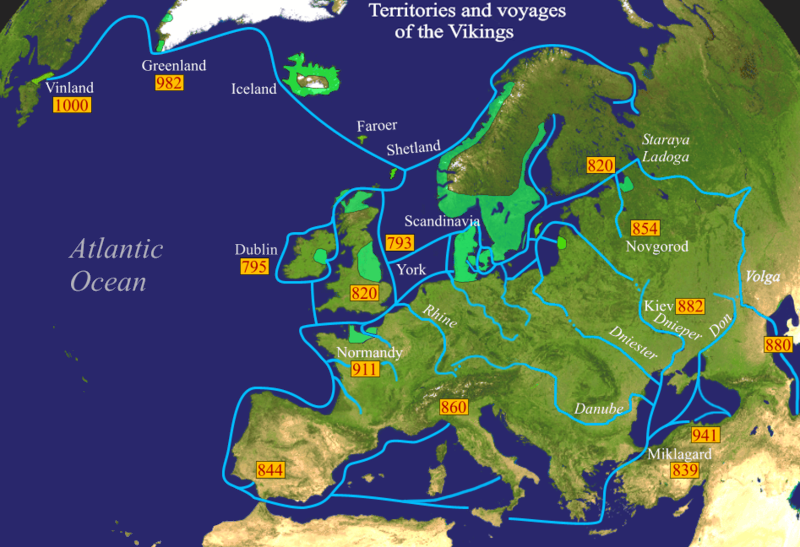
المستوطنات والرحلات الإسكندنافية

بدأ عصر الاستيطان حوالي عام 800 ميلادي. قام الفايكنج بغزواتهم المختلفة وفي النهاية استقروا في اسكتلندا وإنجلترا وجرينلاند وجزر فارو وآيسلندا وأيرلندا وليفونيا ونورماندي وجزر شتلاند وصقلية وروس وفينلاند المعروفة حاليًا باسم جزيرة نيوفاوندلاند. تمركز معظم المستوطنين السويد في روس وليفونيا والمناطق الشرقية الأخرى بينما تمركز النرويجيون والدنماركيون أساسًا في غرب وشمال أوروبا. ويُعرف المهاجرون الإسكندنافيون القادمون من الشرق في النهاية باسم الإفرنج væringjar, التي تعني "الرجال المحلفين"), ووفقًا للمصادر السلافية الأقدم، أسس هؤلاء الإفرنج كييف روس (Kievan Rus), الدولة الأوروبية الشرقية الرئيسية التي سبقت غزوات المغول. خلَّف المحاربون الغربيون المعروفون بالفايكينج من ورائهم آثارًا ثقافية في مناطق مثل نورماندي الفرنسية وإنجلترا وأيرلندا، حيث أنشأ غزاة الفايكينج مدينة دبلن. وكانت أيسلندا أول دولة تسقط في يد الإستعمار في أواخر القرن التاسع.

### التنصير

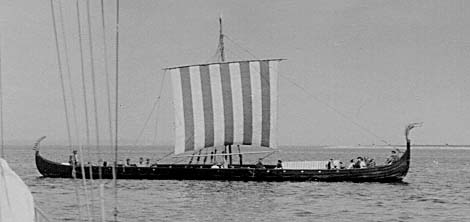
إحدى سفن الفايكينج التي أعيد تجديدها

ارتبطت معتقدات الفايكنج الدينية ارتباطًا وثيقًا بالميثولوجيا النوردية. شدد الفايكنج على أهمية المعركة والشرف، وكانت أساطيرهم تتمحور حول فالهالا، وهو بيت أسطوري ضخم يعيش فيه المحاربين المقتولين مع الآلهة.
دخلت المسيحية إلى إسكندنافيا في وقت متأخر عن معظم أجزاء أوروبا الأخرى. ففي قرابة عام 980 حول هارالد بلوتوث ملك الدنمارك إلى بلد مسيحي. بدأت عملية التنصير في النرويج في عهد الملكين أولاف تريغفاسون (995–1000) وأولاف الثاني هارالدسون (1015–1030). عُمّد كلٌ من أولاف وأولاف الثاني خارج النرويج بمحض إرادتهما. ويُعزى تحول النرويج من الدين النوردي للمسيحية إلى حملات التبشير الإنجليزية. ونتيجة لاعتناق الملك والبلد بأكملها المسيحية، تعرضت عادات الشامانية التقليدية للتهميش ولاحقًا للاضطهاد. فمثلًا، أعدمت الممالك المسيحية العرافات الجرمانيات (Völvas) اللاتي كن يمارسن طقوس السحر النوردية القديمة (Seiðr) قبل قدوم المسيحية أو حكموا عليهن بالنفي في القرنين الحادي عشر والثاني عشر.
اعتنق الكومنولث الآيسلندي المسيحية في عام 1000 رضوخًا لضغوط النرويج. لعب شيخ القبيلة الغوتي ثورجير ثوركيلسون دورًا حيويًا في انتشار المسيحية في أيسلندا.
استغرقت السويد زمنًا أطول حتى تحولت للمسيحية، فقد ظلت العادات الدينية الوثنية في المجتمعات المحلية في السويد شائعة حتى نهاية القرن الحادي عشر. اندلعت حرب أهلية وجيزة في السويد عام 1066 لتعكس الانقسام بين أتباع الأديان الوثنية وأنصار المسيحية؛ وبحلول منتصف القرن الثاني عشر، طغت المسيحية على الأديان النوردية القديمة في السويد، إذ أضحت أوبسالا التي كانت معقلًا للوثنية في السويد مقرًا لرئيس الأساقفة السويدي في عام 1164. تنصرت إسكندنافيا في نفس الحقبة التاريخية التي انتهى فيه عصر الفايكنج تقريبًا. ويُعتقد أن اعتناق المسيحية ساهم في امتصاص المجتمعات الإسكندنافية داخل الإطار الديني والثقافي لقارة أوروبا.

## العصور الوسطى

### الاتحاد
اتحاد كالمار (بالدنماركية والنوريجية والسويدية: Kalmarunionen) كان سلسلة من الاتحادات الشخصية (1397–1520) اتحدت فيها ممالك الدنمارك والسويد والنرويج تحت حكم ملك واحد. تنازلت تلك الممالك عن سيادتها وليس عن استقلالها، وفي النهاية أدى اختلاف مصالح الممالك (لا سيما استياء السويد من السيطرة الدنماركية والهولشتاينية) إلى نشوب عدة صراعات أدى إلى عرقلة الاتحاد بداية من عقد 1430 حتى تفكك الاتحاد في عام 1523.
كانت حرب كالمار (1611–1613) آخر محاولة جادة من الملك الدنماركي كريستيان الرابع لإعادة تأسيس اتحاد كالمار بالقوة، ولكنها انتهت بانتصار طفيف للدنماركيين ولم يتمكنوا من هزيمة السويد بالكامل.

### الإصلاح
دخلت حركة الإصلاح البروتستانتي إلى إسكندنافيا في عقد 1530، وسرعان ما أضحت إسكندنافيا أحد معاقل اللوثرية. اندثرت الكاثوليكية في إسكندنافيا بالكامل باستثناء مجموعة صغيرة من الكاثوليك في الدنمارك.

## القرن السابع عشر

### حرب الثلاثين عامًا
وقعت حرب الثلاثين عامًا في الفترة 1618–1648 في الإمبراطورية الرومانية المقدسة، وشارك فيها معظم القوى الأوروبية القارية. ورغم أن تلك الحرب كانت نزاعًا دينيًا بين الكاثوليك والبروتستانت في المقام الأول، إلا أن محاولة آل هابسبورغ للحفاظ على مركزهم السياسي في الإمبراطورية كانت دافعًا قويًا وراء تلك الحرب كذلك. تدخل الدنماركيون والسويديون في عدة مواضع في تلك الحرب لحماية مصالحهم الخاصة.

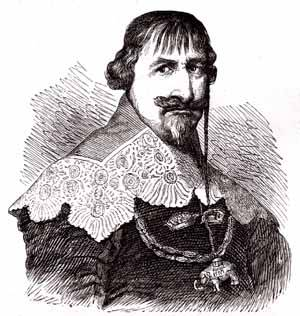
كريستيان الرابع

بدأ التدخل الدنماركي في الحرب عندما ساعد كريستيان الرابع (ملك الدنمارك-النرويج اللوثري) الألمان البروتستانت بجيشه ضد الإمبراطورية الرومانية المقدسة خوفًا على السيادة الدنماركية من العدوان الكاثوليكي باعتبار الدنمارك دولة بروتستانتية. بدأت تلك الفترة عام 1625 وانتهت في عام 1629. انتفع كريستيان الرابع بشدة من السياسات التي فرضها على ألمانيا الشمالية، لا سيما بعد اضطرار هامبورغ لقبول السيادة الدنماركية في عام 1621، وفي عام 1623 عُين الوريث الدنماركي حاكمًا على مطرانية فيردن، وعلى مطرانية بريمن في عام 1935. أبلى كريستيان الرابع بلاءًا حسنًا بصفته حاكم شمال ألمانيا وملك الدنمارك، وجلب إلى مملكته قدرًا من الاستقرار والرخاء لم يكن له مثيل في أوروبا، وذلك بفضل رسوم عبور مضيق أوريسند، وتعويضات الحرب التي دفعتها السويد. بالإضافة إلى ذلك، وافق وصي العرش الفرنسي ريشيليو على دفع ثمن غزو الدنمارك لألمانيا. شرع كريستيان الرابع في غزو ألمانيا بجيش قوامه 20,000 من المرتزقة، ورغم ذلك حاقت بجيشه هزيمة نكراء، واضطر للإعلان عن هزيمته في أول انتكاسة من سلسلة من الانتكاسات العسكرية التي أضعفت مملكته.
بدأ التدخل السويدي في الحرب في عام 1630 وانتهى في عام 1635. ظن بعض أفراد بلاط الإمبراطور فرديناند الثاني أن ألبرشت فون فالنشتاين كان يخطط للسيطرة على إمارات ألمانيا والإمبراطورية الرومانية بأكملها. ونتيجة لذلك تخلص فرديناند الثاني من فالنشتاين في عام 1630، ولكنه اضطر لإعادته لاحقًا عقب هجوم غوستاف الثاني أدولف على الإمبراطورية في سلسلة من المعارك الكبرى.
كان غوستاف أدولف يسعى مثل نظيره الدنماركي كريستيان الرابع إلى مساعدة اللوثريين الألمان على عرقلة العدوان الكاثوليكي على موطنهم، وكان يسعى كذلك إلى بسط نفوذه على الولايات الألمانية المحيطة ببحر البلطيق. تلقى غوستاف هو الآخر دعمًا من ريشيليو، رئيس وزراء لويس الثالث عشر ملك فرنسا، وأيده الهولنديون. وفي تلك الفترة نجح السويديون في استعادة الأراضي البروتسانتية المحتلة وطرد الكاثوليك.

### صعود الإمبراطورية السويدية
سعت السويد للسيطرة على إسكندنافيا في عهد الملك تشالرز التاسع. ففي الحرب الإنغيرية توسعت مملكة السويد شرقًا، وواصلت توسعها من خلال عدة حروب خاضتها مع بولندا، ومملكة الدنمارك والنرويج، وألمانيا، على الرغم من وقوع بعض الانتكاسات مثل حرب كالمار. شرعت السويد حينها في توطيد إمبراطوريتها، واندلعت عدة حروب أخرى بعدها بفترة وجيزة مثل الحروب الشمالية والحرب السكونية. وحاق بالدنمارك عدة هزائم في تلك الفترة. وفي النهاية اتحدت الإمبراطورية السويدية في عهد الملك كارل الحادي عشر في ظل نظام حكم ملكي شبه مطلق.

## القرن الثامن عشر

### حرب الشمال العظمى
حرب الشمال العظمى هي حرب دارت بين تحالف روسيا والدنمارك-النرويج وساكسونيا-بولندا من جهة، والسويد من جهة أخرى. بدأت الحرب بهجوم منسق ضد السويد في عام 1700، وانتهت في عام 1721 بالتوقيع على معاهدة نيستاد ومعاهدات ستوكهولم. ومن نتائج تلك الحرب أن روسيا حلت محل السويد باعتبارها القوة المهيمنة على بحر البلطيق، وصار لها دور كبير في السياسة الأوروبية.

### الاستعمار
أسست كلٌ من السويد ومملكة النرويج والدنمارك عدة مستعمرات خارج إسكندنافيا بداية من القرن السابع عشر وحتى القرن العشرين. فقد كانت جرينلاند، وآيسلندا، وجزر فارو في شمال المحيط الأطلسي أقاليم تابعة للنرويج، وضُمت لاحقًا لمملكة النرويج والدنمارك المتحدة. وفي منطقة البحر الكاريبي استعمرت الدنمارك جزيرة سانت توماس في عام 1671، وجزيرة سانت جون في عام 1718، واشترت جزيرة سينت كروا من فرنسا عام 1733. أسست الدنمارك كذلك عدة مستعمرات في الهند مثل ترنكبار وسيرامبور. كانت شركة الهند الشرقية الدنماركية تعمل خارج ترنكبار. منحت السويد هي الأخرى حق الامتياز لشركة الهند الشرقية السويدية. وردت شركتي الهند الشرقية الدنماركية والسويدية في أوجهما كمية من الشاي تفوق شركة الهند الشرقية البريطانية – وهربت كلتاهما 90% من الشاي إلى بريطانيا حيث يمكن بيعه بربح طائل. انهارت كلتا الشركتين في ظل فترة الحروب النابليونية. أسست السويد مستعمرة السويد الجديدة التي لم تدم طويلًا في ديلاوير في أمريكا الشمالية في عقد 1630، ولاحقًا استعمرت جزر سان بارتيلمي (1785–1878) وغوادلوب في البحر الكاريبي.

## القرن العشرون

### الحرب العالمية الأولى
نهجت الدول الاسكندنافية سياسة الحياد أثناء الحرب العالمية الأولى

### الحرب العالمية الثانية

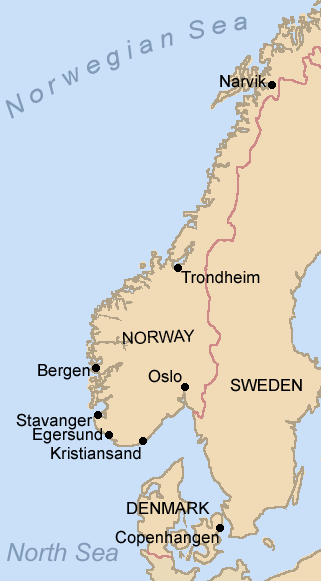
مواقع الهبوط الألمانية أثناء المرحلة الأولى من عملية فيسربونغ (Operation Weserübung).

اثناء الحرب العالمية الثانية سقطت النروج والدنمارك وفنلندة بيد الألمان وبقيت السويد حيادية، وبعد الحرب العالمية الثانية، رغبت السويد في الحفاظ على سياسة الحياد على العكس من الدنمارك والنروج اللتين انضمتا إلى حلف شمالي الأطلسي، وكذلك فنلندة التي حافظت على علاقاتها الوثيقة مع الاتحاد السوفييتي السابق. وبهدف انتهاج سياسة مشتركة تجاه القضايا والمشكلات العالمية، اتفقت الأقطار الاسكندنافية الخمسة على تأسيس ما عرف بمجلس الشمال عام 1951 الذي بدأ نشاطه عام 1953، ولم تدخله فنلندة فعلياً إلا عام 1955، ويتألف المجلس من ممثلين ينتخبهم أعضاء برلمانات الدول المؤسسة سنوياً، يعقدون اجتماعات سنوية في عواصم الدول الأعضاء دورياً. وقد عمل المجلس المذكور على توحيد السياسة القضائية وعلى تأسيس سوق عمل مشتركة، وعلى تسهيل حركة البضائع فيها، وفي عام 1962 تم توقيع الدول الخمس على اتفاق ستوكهولم الهادف إلى تنسيق التعاون الثقافي والقضائي والاجتماعي بينها، وفي عام 1971 تألف مجلس وزراء للمجموعة الاسكندنافية مقره أوسلو.

## وصلات خارجية
- Guides and travel tips about: Scandinavia For Visitors نسخة محفوظة 26 أبريل 2017 على موقع واي باك مشين.
- Adoption of Christianity in Norway نسخة محفوظة 17 فبراير 2022 على موقع واي باك مشين.